# 维维安娜·尤利安娜·贝日纳留
维维安娜·尤利安娜·贝日纳留（羅馬尼亞語：Viviana Iuliana Bejinariu，1994年1月1日—），罗马尼亚女子赛艇运动员。她曾代表罗马尼亚参加世界赛艇锦标赛，获得一枚金牌。她也曾参加2020年夏季奥林匹克运动会。